# 小行星7318
小行星7318（7318 Dyukov）是一颗绕太阳运转的小行星，为主小行星带小行星。该小行星于1969年7月17日发现。

## 轨道参数
小行星7318的轨道半长轴为2.6131151 UA，离心率为0.178。